# Тьерри II (граф Отёна)
Тьерри (Теодерик) II (фр. Thierry II d'Autun; ум. после 826) — граф Отёна в 815—821 годах, вероятно, сын Теодоана, графа Отёна.

## Биография
О Тьерри II известно очень мало. Он был графом Отёна, где сменил графа Хильдебранда III. В современных ему документах происхождение Тьерри II не указывается. Сложность также заключается в том, что в это время было несколько знатных представителей родов Гильемидов и Нибелунгидов, носивших имя Тьерри (Теодерик). Согласно Europäische Stammtafeln, Тьерри II был сыном графа Отёна Теодоана, однако неизвестно, на каких источниках основано такое предположение. Кристиан Сеттипани также считает Тьерри II сыном Теодоана Отёнского. Пьер Рише идентифицировал графа Тьерри II с упомянутым в 804 году Тьерри, сыном графа Отёна Тьерри I.
Точный год смерти Тьерри II неизвестен. В 821 году в Отёне его сменил Тьерри III, один из сыновей Гильома Желонского и, вероятно, его двоюродный брат. Foundation for Medieval Genealogy считает, что из хронологических соображений можно идентифицировать Тьерри II с упомянутым в «Liber Manualis» Теодериком, крёстным отцом родившегося в 826 году Гильома, сына Дуоды, однако не указывает, в каких родственных отношениях они находились. Если это так, то Тьерри II умер после 826 года.